# پردیس سینمایی غدیر
پردیس سینمایی غدیر یک سینما در شهر شهرکرد، ایران است.
این سینما پس از یک دهه تعطیلی و بازسازی در تیر ماه ۱۳۹۶ با اکران فیلم اکسیدان به صورت رسمی بازگشایی شد اما پس از مدتی این سینما برای تبدیل شدن به یک پردیس سینمایی چهار سالنه تعطیل و در ۱۸ فروردین ۱۴۰۴ مورد بهره‌برداری قرار گرفت.
سینما غدیر وابسته به اداره فرهنگ و ارشاد استان چهارمحال وبختیاری می‌باشد.